# فنسنت أسكو
فنسنت أسكو (بالإنجليزية: Vincent Askew)‏ مواليد 28 فبراير 1966 في ممفيس، هو مدرب كرة سلة أمريكي ولاعب معتزل. بدأ مسيرته الاحترافية في سنة 1987. تم اختياره من قبل فريق فيلادلفيا سفنتي سيكسرز خلال الدرافت. يبلغ طوله 6 قدم 6 بوصة (2.0 م). اعتزل اللعب في 1999.

## المسيرة الاحترافية
لعب مع فيلادلفيا سفنتي سيكسرز في موسم 1987–1988، ثم لعب مع فورتيتودو بولونيا في الدوري الإيطالي في سنة 1989، ثم لعب مع أماتوري أوديني في موسم 1990–1991، ثم لعب مع غولدن ستايت ووريورز من سنة 1990 إلى 1992، ثم لعب مع بالاكانسترو ريجيانا في الدوري الإيطالي في سنة 1992، ثم لعب مع سكرامنتو كينغز في سنة 1992، ثم لعب مع سياتل سوبرسونيكس من سنة 1992 إلى 1996.

## روابط خارجية
- فنسنت أسكو على موقع إن بي أي (الإنجليزية)
- فنسنت أسكو على موقع سبورتس رفرنس (الإنجليزية)
- فنسنت أسكو على موقع كرة السلة الأوروبية.كوم (الإنجليزية)
- فنسنت أسكو على موقع كلية كرة السلة في سبورتس رفرنس.كوم (الإنجليزية)
- فنسنت أسكو على موقع ريلجم (الإنجليزية)
- فنسنت أسكو على موقع بروبوليرز (الإنجليزية)